# Office de gestion du fret multimodal
L'Office de gestion du fret multimodal (OGEFREM) est une entreprise publique à caractère administratif et technique de la République démocratique du Congo. Son siège se trouve dans la commune de Gombe à Kinshasa.

## Histoire
L'Office de gestion du fret maritime est créé par l'ordonnance n°80/256 du 12 novembre 1980. Il est transformé en Office de gestion du fret multimodal, un établissement public à caractère administratif et technique, doté de la personnalité juridique.
Son siège social est établi à Kinshasa.